# 라드

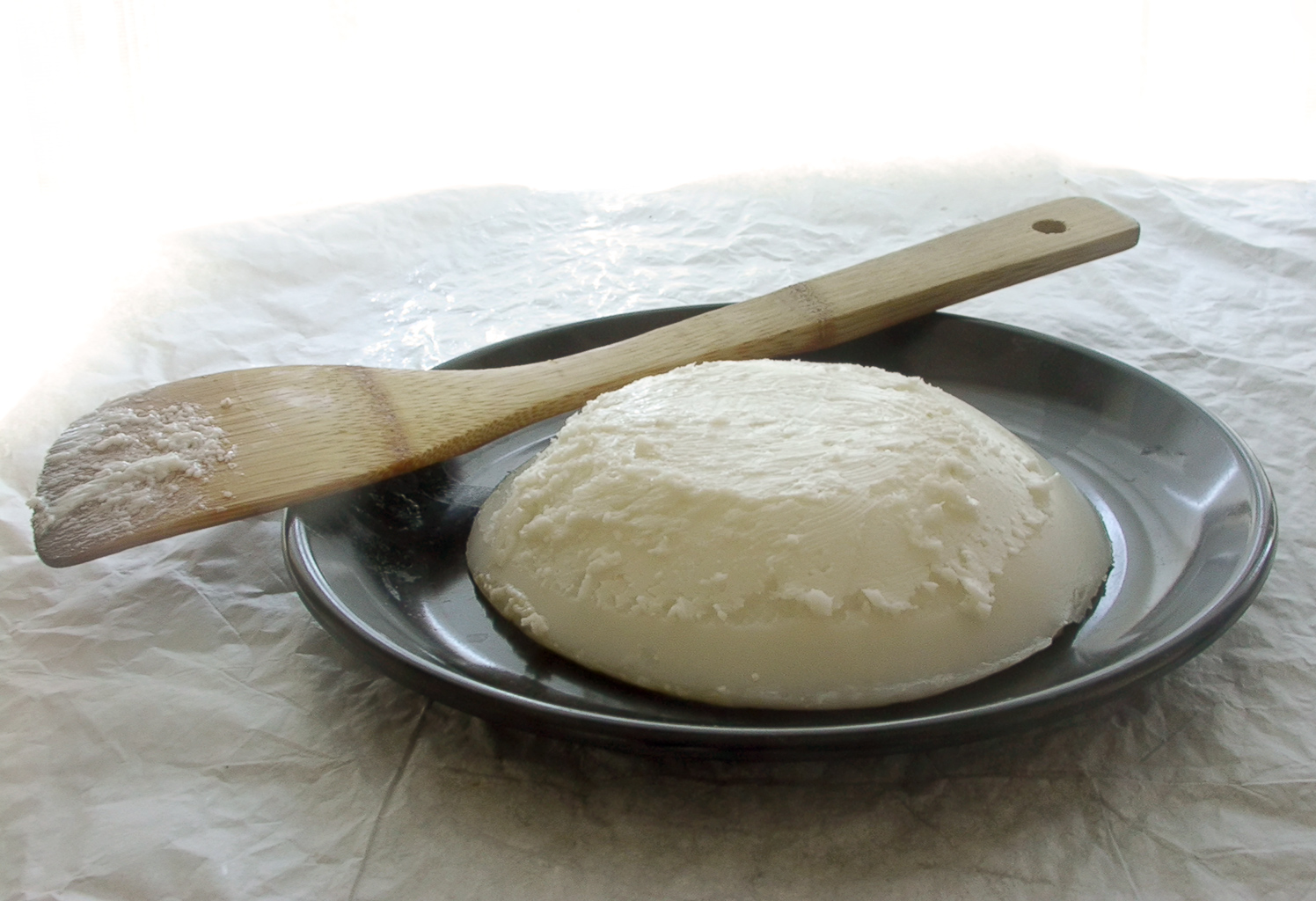
라드

라드(영어: lard) 또는 돈유(豚油), 돈지(豚脂), 돈지유(豚脂油)는 돼지의 지방조직을 가공하여 만든 반고체 형태의  백색 지방 제품이다. 본래 돼지의 신장(콩팥)에서 얻은 유지를 의미하였으나, 현재는 돼지의 지방조직에서 얻은 유지를 총칭하는 말이기도 하다.  제과 제빵은 물론 고기 요리나 채소 요리 등에 다양하게 사용하며, 비누제조나 공업용으로도 이용된다. 기본적으로 돼지 비계를 찌거나 끓이거나 열 건조하여 만드는데, 소나 양의 지방을 가공한 탤로(tallow)와 성분이 비슷하다. 추출한 지방분을 표백, 여과 등 정제를 하기도 하고 수소화를 통하여 좀 더 단단하게 만들기도 한다. 주요 생산국은 중국, 독일, 브라질이다.

## 역사
19세기에는 버터나 식물성 기름보다 저렴했기 때문에 북미와 많은 유럽 국가들에서 버터 대용품으로 널리 사용되었다. 라드는 20세기 초에도 버터만큼 인기가 있었으며 제2차 세계 대전 동안에도 많이 사용되었다. 산업 혁명기에 식물성 기름의 공급량이 늘어나면서 식물성 기름이 기존보다 저렴해지자 사용량이 줄어들기 시작했다. 식물성 기름인 면실유로 만든 쇼트닝을 1911년에 미국 P&G가 개발하여 저렴한 가격으로 시장에 대량 공급하면서 라드의 소비량이 급격히 감소했다.
20세기 후반부터 라드는 포화 지방 함량이 높은 것 때문에 올리브나 해바라기 기름 등 식물성 기름보다 건강에 해로운 식용유로 인식되기 시작했다. 그러나, 돼지기름은 같은 무게의 버터보다 포화지방, 불포화지방, 그리고 콜레스테롤이 더 적다.
2000년대 들어 요리사와 제빵사들에 의해  라드의 독특한 가치가 재발견되었고, 미식가들도 선호하게 되면서 사용량이 늘어나고 있다. 수소화되지 않은 라드에는 트랜스지방이 없기 때문에 식물성 기름을 수소화하는 과정에서 포함되는 트랜스 지방에 대한 부정적인 정보가 퍼지면서 이런 흐름은 더욱 증가했다.

## 가공과 용도
가공에는 습식 또는 건식의 두 가지 방법이 있다. 습식은 돼지 지방을 물에 삶거나 고온에서 쪄낸후 물에 녹지 않는 지방분을 혼합물의 표면에서 걷어내거나 산업용 원심분리기에서 분리한다. 건식은 수분없는 팬이나 오븐에서 높은 열로 가열하는 방법을 쓴다. 습식가공으로 만든 라드는 중성적인 맛과 더 밝은 색, 높은 발연점을 가진다. 건식 가공품은 갈색을 띠며 캐러멜화된 맛이 나며 발연점이 낮다. 추출한 라드는 분자를 재조정하거나 수소를 첨가하여 변형시킨 후 다른 지방이나 기름과 섞어 쇼트닝을 만들기도 하고 부패를 막기 위해 항산화제를 첨가하기도 한다.
라드의 품질은 원산지와 가공 방법에 따라 차이가 있으며 가공과 정제 방식에 따라 거의 잡냄새가 없는 경우도 있다. 트랜스지방은 없고 포화지방산 함량이 높아 녹는점이 낮다. 음식 자체의 맛을 부드럽게 하고 한방에서는 피부를 좋게 하고 손이 트는 것과 같은 피부 질환과 황달을 치료하는데 쓰였다.
소시지, 패티, 속재료에 사용되며 여러 요리에서 쇼트닝이나 버터 대용으로 쓰고 있다. 식물성 기름으로 인해 인지도가 떨어지기는 했으나 여전히 많은 요리와 제과 제빵에 있어서 특정한 용도로 사용되고 있다. 돼지기름은 돼지고기가 중요한 식생활 품목인 문화에서 항상 요리와 제빵분야에서 중요한 재료였으며, 돼지고기만큼 가치가 있었다.
한때 유럽, 중국, 북미와 중남미의 요리에 광범위하게 사용되었고 현대에도 여전히 영국, 중앙유럽, 멕시코, 중국 요리에서 중요한 식용 지방으로 활용되고 있다. 영국 요리에서는 민스파이와 크리스마스 푸딩, 라디 케이크에 쓰이는 필수 재료이며 피시앤칩스를 튀기는 전통적인 식용지방의 한 종류이다. 2004년, 라드의 공급량이 줄어들자 일간지에서는 '라드공급위기'(Lard Crisis)라는 표현을 사용하며 보도 할 정도로 영국에서는 중요한 조리용 재료에 속한다.
제약 공장과 향수 제조공장에서는 연고와 포마드를 만드는데 사용하고, 비누류 제조, 절삭제(切削劑)로 만들어져 윤활유로 쓰이며, 고무가공 지방산 등에도 사용한다.

## 같이 보기
- 슈말츠
- 탤로
- 짜장면

## 참고 자료
- 이 문서에는 다음커뮤니케이션(현 카카오)에서 GFDL 또는 CC-SA 라이선스로 배포한 글로벌 세계대백과사전의 내용을 기초로 작성된 글이 포함되어 있습니다.